# Делмиро
Делмиро Эвора Насименту (порт. Delmiro Évora Nascimento; род. 29 августа 1988, Минделу, Острова Барловенто) — кабо-вердианский футболист, защитник клуба АПЕА. Выступал в национальной сборной Кабо-Верде.

## Карьера

### Начало карьеры
Начинал заниматься футболом в таких клубах Кабо-Верде как «Оазис Атлантику» и «Академика ду Миндело». В январе 2009 года перешёл в клуб чемпионата Кабо-Верде «Батукуе». В июле 2010 года перебрался в португальский клуб «Мадалена», за который по итогу провёл только 1 матч. В июле 2011 года перешёл в клуб пятого дивизиона португальского футбола «Лузитано».
В июле 2012 года перешёл в «Бенфику» из города Каштелу-Бранку. Дебютировал за клуб 7 октября 2012 года в матче против клуба «Коимброис», выйдя на замену на 70 минуте. Дебютный гол забил в следующем матче 14 октября 2012 года против клуба «Тоша». Закрепился в основной команде клуба, став одним из ключевых игроков. По итогу сезона провёл за клуб 18 матчей, в которых отличился 2 забитыми голами.

### «Униан Мадейра»
В июле 2013 года пополнил ряды клуба «Униан Мадейра». Дебютировал за клуб 4 августа 2013 года в матче Кубка португальской лиги против клуба «Бейра-Мар». Свой дебютный матч во Второй Лиге сыграл 11 августа 2013 года против клуба «Авеш». Свой дебютный гол забил в матче 3 ноября 2013 года в матче против клуба «Спортинг Б». Закрепился в основной команде клуба. По итогу сезона провёл за клуб 16 матчей, в которых забил 1 гол. По окончании сезона покинул клуб и перешёл в ангольский клуб «Прогрессо ду Самбизанга».

### «Фаренсе»
В июле 2015 года стал игроком клуба «Фаренсе». Дебютировал за клуб 1 августа 2015 года в матче Кубка португальской лиги против клуба «Оливейренсе». Первый матч в чемпионате сыграл 22 августа 2015 года против клуба «Спортинг Б». Футболист быстро закрепился в стартовом составе команды, став одним из ключевых игроков клуба. Дебютный гол за клуб забил 25 октября 2015 года в матче против клуба «Фамаликан». По окончании сезона провёл за клуб 33 матча во всех турнирах, где отличился 3 забитыми голами.

### «Варзин»
В июле 2016 года перешёл в клуб «Варзин». Дебютировал за клуб 31 июля 2016 года в матче Кубка португальской лиги против клуба «Ольяненсе». Первый матч в чемпионате сыграл 6 августа 2016 года против клуба «Жил Висенте». Дебютный гол за клуб забил 11 сентября 2016 года в матче против клуба «Спортинг Б». Закрепился в основной команде, став постоянным игроком стартового состава клуба. Провёл за клуб в сезоне 31 матч во всех турнирах, в которых отличился 1 голом и результативной передачей.

### «Аренас»
В июле 2017 года перешёл в испанский клуб «Аренас». Дебютировал за клуб 20 августа 2017 года в матче против сантандерского «Расинга». Начинал сезон за клуб как один из основных игроков, однако затем с конца сентября потерял место в стартовом составе, оставаясь на скамейке запасных. По итогу провёл за клуб лишь 8 матчей и в январе 2018 года покинул клуб.

### «Фаренсе»
В январе 2018 года вернулся в «Фаренсе». Первый матч сыграл 4 февраля 2018 года против клуба «Каза Пия». Первыми голами за клуб отличился 8 апреля 2018 года в матче против клуба «Альмансиленсе», записав на свой счёт дубль. Вместе с клубом занял 1 место в Третьей Лиге и отправился раунд плей-офф. В раунде плей-офф вместе с клубом вышел в финал, где проиграл клубу «Мафра». Сам же игрок все матчи финального этапа просидел на лавке запасных. Однако по итогу финальной части чемпионата вместе с клубом вернулся во Вторую Лигу. Летом 2018 года продолжил тренироваться с португальским клубом. Первый матч сыграл 23 сентября 2018 года против клуба «Академика». Однако футболист сразу стал игроком замены. Позже перестал попадать в заявку клуба на матчи.

### «Арис» Лимассол
В августе 2019 года перешёл в лимассольский клуб «Арис». Футболист быстро закрепился в основной команде клуба. За первые 2 сезона провёл за клуб 49 матчей, в которых отличился 3 голами. Также вместе с клубом становился бронзовым и серебряным призёром Второго Дивизиона. Тем самым в сезоне 2020/2021 футболист помог клубу попасть в Дивизион А — высший дивизион кипрской футбольной лиги.
Летом 2021 года футболист продолжил выступать в кипрском клубе. Дебютный матч в Дивизионе А сыграл 25 сентября 2021 года против клуба «Анортосис». Первоначально выступал со скамейки запасных, однако затем быстро вернулся в стартовый состав клуба. Первым результативным действием отличился 12 марта 2022 года в матче против клуба «Пафос», отдав результативную передачу. Первым голом отличился 29 апреля 2022 года в матче снова против клуба «Пафос». По итогу сезона клуб занял 4 место в чемпионате, тем самым получив путёвку на квалификационные матчи Лиги конференций УЕФА.
В мае 2022 года футболист продлил контракт с клубом. Первый матч летом 2022 года сыграл в рамках квалификации Лиги конференций 21 июля 2022 года против азербайджанского «Нефтчи», где футболист вышел с капитанской повязкой. В ответной встрече против азербайджанского клуба 28 июля 2022 года также появился на поле с капитанской повязкой, однако по итогу вылетели с турнира. Первый матч в чемпионате сыграл 28 августа 2022 года против клуба АЕЛ. Сам же новый сезон футболист начал со скамейки запасных, изредка выходя на замену в самых концовках матчей. По итогу сезона досрочно стал победителем кипрского чемпионата. В июле 2023 года покинул клуб.

### АЕЗ
В июле 2023 года футболист присоединился к кипрскому клубу АЕЗ. Дебютировал за клуб 20 августа 2023 года в матч против клуба АПОЭЛ, выйдя на поле в стартовом составе. Дебютный гол за клуб забил 29 октября 2023 года в матче против клуба «Анортосис». Футболист быстро закрепился в клубе, став одним из ключевых игроков. За первую половину сезона футболист отличился своим единственным забитым голом. В январе 2024 года футболист покинул клуб, расторгнув контракт по соглашению сторон.

### «Красава» Ипсонас
В январе 2024 года футболист на правах свободного агента перешёл в кипрский клуб «Красава». Дебютировал за клуб футболист 21 января 2024 года в матче против клуба «Омония 29-го мая», выйдя на поле в стартовом составе. В марте 2024 года футболист стал капитаном клуба. По итогу сезона футболист вместе с клубом завершил чемпионат на итоговом пятом месте в турнирной таблице. На протяжении сезона футболист выступал за клуб в роли одного из ключевых игроков, результативными действиями не отличившись. По окончании сезона футболист покинул клуб в связи с окончанием срока действия контракта. 

### «Кармиотисса»
В августе 2024 года футболист на правах свободного агента присоединился к кипрскому клубу «Кармиотисса». Дебютировал за клуб футболист 31 августа 2024 года в матче против клуба «Эносис», выйдя на замену на 88 минуте. Дебютным забитым голом за клуб футболист отличился 13 января 2025 года в матче против арадипувской «Омонии». Основную часть чемпионата футболист вместе с клубом завершил на итоговом девятом месте в турнирной таблице, отправившись в раунд на выбывание. По итогу раунда на выбывание футболист вместе с клубом заняли шестое итоговое место, вылетев во Второй дивизион. На протяжении сезона футболист выступал за клуб в роли одного из основных игроков, отличившись 2 забитыми голами. По окончании сезона футболист покинул клуб по окончании срока действия контракта.

### АПЕА
В июле 2025 года на правах свободного агента присоединился к кипрскому клубу АПЕА, подписав контракт до конца сезона.

## Международная карьера
В 2017 году получил вызов в национальную сборную Кабо-Верде. Дебютировал за сборную 3 июня 2018 года в товарищеском матче против сборной Андорры. В январе 2022 года отправился вместе со сборной на Кубок африканских наций. Сам же футболист на турнире так и не выступил.

## Достижения
«Арис» Лимасол
- Чемпион Кипра: 2022/23

## Семья
Старший брат Возинья профессиональный футболист, игрок национальной сборной Кабо-Верде.